# Dyemus puncticollis
Dyemus puncticollis är en skalbaggsart som beskrevs av Francis Polkinghorne Pascoe 1864. Dyemus puncticollis ingår i släktet Dyemus och familjen långhorningar. Inga underarter finns listade i Catalogue of Life.